# Chirac, Lozère
Chirac är en kommun i departementet Lozère i regionen Occitanien i södra Frankrike. Kommunen ligger i kantonen Saint-Germain-du-Teil som tillhör arrondissementet Mende. År 2018 hade Chirac 1 157 invånare.

## Befolkningsutveckling
Antalet invånare i kommunen Chirac
| Referens: INSEE |